# Saint-Sorlin-en-Valloire
 Saint-Sorlin-en-Valloire  es una población y comuna francesa, en la región de Ródano-Alpes, departamento de Drôme, en el distrito de Valence y cantón de Le Grand-Serre.

## Demografía
| 1374 | 1349 | 1376 | 1403 | 1452 | 1559 |
| Para los censos de 1962 a 1999 la población legal corresponde a la población sin duplicidades (Fuente: INSEE [Consultar]) |      |      |      |      |      |